# Papamosques pissarrós
El papamosques pissarrós (Muscicapa comitata; syn: Bradornis comitatus) és una espècie d'ocell de la família dels muscicàpids (Muscicapidae). Té una àmplia presència a la selva tropical africana. Habita els boscos subtropicals i tropicals de terres baixes humides. El seu estat de conservació es considera de risc mínim.

## Taxonomia
A la Classificació del Congrés Ornitològic Internacional (versió 11.2, 2021) se'l considera al gènere Muscicapa. Tanmateix, en el Handook of the Birds of the World i la quarta versió de la BirdLife International Checklist of the birds of the world (desembre 2019) se'l classifica dins del gènere Bradornis (B. comitatus), juntament amb altres 5 espècies de papamosques.